# Zjevný úděl

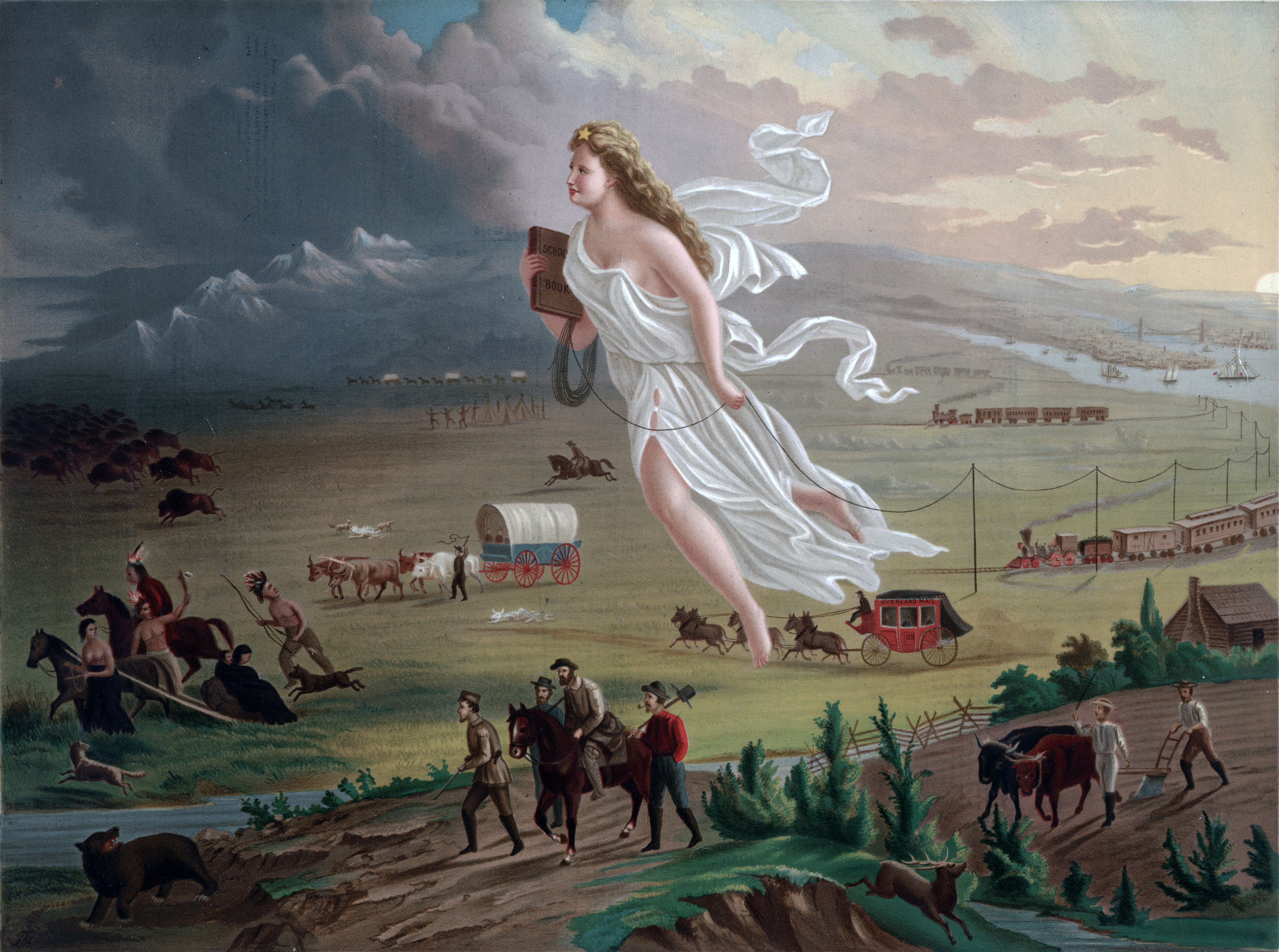
Americký pokrok (1872) od Johna Gasta, alegorie modernizace nového Západu. Kolumbie, ztělesnění Spojených států, je zobrazena, jak vede civilizaci představovanou americkými osadníky na západ. Nese z východu na západ světlo, napíná telegrafní drát, drží školní učebnici a zdůrazňuje různé fáze ekonomické aktivity a vyvíjející se formy dopravy. Nalevo domorodí Američané ze své domoviny utíkají.

Zjevný úděl (anglicky manifest destiny) je heslo používané ve Spojených státech od 19. století, které vyjadřuje přesvědčení, že američtí osadníci jsou či byli předurčeni expandovat na západ Severní Ameriky. Expanze má podle uživatelů tohoto hesla být samozřejmá („zjevná“) a osudem předurčená („úděl“). Tato víra byla zakořeněna v představě o americké výjimečnosti a v romantickém nacionalismu a obsahovala i přesvědčení o nevyhnutelném rozšíření republikánské formy vládnutí. Byl to jeden z prvních projevů amerického imperialismu ve Spojených státech amerických.
Podle historika Williama Earla Weekse za tímto konceptem stály tři základní principy:
- Předpoklad jedinečné morální ctnosti Spojených států.
- Víra v jejich poslání zachránit svět šířením republikánské vlády a obecněji „amerického způsobu života“.
- Víra v božsky určený osud amerického národa uspět v tomto poslání.

Zjevný úděl bylo heslo v americké politice vždy silně kontroverzní a v době svého vzniku působilo neustálé konflikty zejména s ohledem na otroctví v nově obsazených územích. Je také spojováno s koloniálním vysídlením domorodých Američanů a anexí území na západ od tehdejších hranic Spojených států. Expanze na západ se stala jedním z hlavních sporných bodů kampaně prezidentských voleb v roce 1844, kdy zvítězila Demokratická strana. Během tohoho roku fráze „Manifest Destiny“, zjevný úděl, vznikla. Demokraté ji využili k ospravedlnění sporu o hranice Oregonu z roku 1846 a anexe Texasu v roce 1845, který vyvrcholil v roce 1846 mexicko-americkou válkou. V kontrastu s tím velká většina whigů a prominentní republikáni (jako Abraham Lincoln a Ulysses S. Grant) toto heslo odmítali a proti imperialismu demokratů brojili. V roce 1843 bývalý americký prezident John Quincy Adams, původně hlavní zastánce expanzionismu, změnil názor a expanzionismus zavrhl, protože znamenal šíření otroctví v Texasu. Ulysses S. Grant sloužil v mexicko-americké válce, kterou pak odsoudil jako „jednu z nejnespravedlivějších, které kdy vedl silnější národ proti slabšímu“. Historik Daniel Walker Howe shrnuje, že „americký imperialismus nepředstavoval americký konsenzus; v americké národní politice vyvolal ostrý spor“.